# Stephan Fürstner
Stephan Fürstner (Múnich, 11 de septiembre de 1987) es un exfutbolista alemán que jugaba como centrocampista.

## Trayectoria
Fue promovido al primer equipo luego de jugar 20 partidos en la temporada 2005-06 para el segundo equipo del Bayern en la Liga Regional Sur. Fürstner también ha jugado 5 partidos para la selección alemana sub-19. Jugó para el primer equipo del Bayern por primera vez en 2006, en un partido amistoso contra el Red Bull New York, e hizo su debut competitivo el 5 de mayo de 2007 contra el Borussia Mönchengladbach.

## Clubes
| Club                 | País     | Año       |
| -------------------- | -------- | --------- |
| Bayern Múnich II     | Alemania | 2005-2009 |
| Bayern Múnich        | Alemania | 2009      |
| SpVgg Greuther Fürth | Alemania | 2009-2015 |
| Union Berlin         | Alemania | 2015-2018 |
| Eintracht Brunswick  | Alemania | 2018-2020 |
| 1. FSV Mainz 05 II   | Alemania | 2020-2022 |